# Jeff Alu
| Odkryte planetoidy: 24 | Odkryte planetoidy: 24 |
| ---------------------- | ---------------------- |
| (4132) Bartók          | 12 marca 1988          |
| (4221) Picasso         | 13 marca 1988          |
| (5230) Asahina         | 10 marca 1988          |
| (5639) Ćuk             | 9 sierpnia 1989        |
| (6037) 1988 EG         | 12 marca 1988          |
| (6335) Nicolerappaport | 5 lipca 1992           |
| (6382) 1988 EL         | 14 marca 1988          |
| (6611) 1993 VW         | 9 listopada 1993       |
| (7825) 1991 TL1        | 10 października 1991   |
| (9058) 1992 JB         | 1 maja 1992            |
| (10115) 1992 SK        | 24 września 1992       |
| (10302) 1989 ML        | 29 czerwca 1989        |
| (11279) 1989 TC        | 1 października 1989    |
| (13030) 1989 PF        | 9 sierpnia 1989        |
| (15704) 1987 SE7       | 20 września 1987       |
| (17511) 1992 QN        | 29 sierpnia 1992       |
| (26841) 1991 TY1       | 10 października 1991   |
| (27708) 1987 WP        | 20 listopada 1987      |
| (43769) 1988 EK        | 10 marca 1988          |
| (48469) 1991 TQ1       | 10 października 1991   |
| (52307) 1991 TH1       | 12 października 1991   |
| (79186) 1993 QN        | 20 sierpnia 1993       |
| (161998) 1988 PA       | 9 sierpnia 1988        |
| (161999) 1989 RC       | 5 września 1989        |
| 1. 2.                  |                        |

Jeff T. Alu (ur. 1966) – amerykański muzyk, kompozytor i astronom amator.
Odkrył 24 planetoidy (11 samodzielnie oraz 13 wspólnie z innymi astronomami), jest także współodkrywcą komet okresowych 117P/Helin-Roman-Alu oraz 132P/Helin-Roman-Alu.
W uznaniu jego pracy jedną z planetoid nazwano (4104) Alu.